# Luís Marques Guedes
Luís Maria de Barros Serra Marques Guedes (ur. 25 sierpnia 1957 w Lizbonie) – portugalski polityk i prawnik, poseł do Zgromadzenia Republiki, w latach 2013–2015 minister.

## Życiorys
Absolwent studiów prawniczych, praktykował w zawodzie prawnika. Zaangażował się w działalność polityczną w ramach Partii Socjaldemokratycznej. Był zastępcą burmistrza w Cascais, gdzie odpowiadał za departament prawny i policję miejską. W latach 1991–1995 pełnił funkcję sekretarza stanu w urzędzie premiera Aníbala Cavaco Silvy.
W latach 1995–2011 sprawował mandat posła do Zgromadzenia Republiki VII, VIII, IX, X i XI kadencji z okręgów Porto, Santarém i Lizbona. Od 2008 do 2010 był sekretarzem generalnym Partii Socjaldemokratycznej.
W czerwcu 2011 został nominowany na sekretarza stanu ds. prezydium rządu Pedra Passosa Coelho. W kwietniu 2013 w tym samym gabinecie awansowany na stanowisko ministra ds. parlamentarnych i prezydium rządu, które zajmował do października 2015.
W wyborach w 2015 ponownie uzyskał mandat deputowanego na XIII kadencję, utrzymał go także w 2019. Od października do listopada 2015 sprawował urząd ministra ds. rozwoju regionalnego i prezydium rządu w drugim gabinecie dotychczasowego premiera.